# 大月敏雄
大月 敏雄 （おおつき としお、1967年 - ） は日本の建築計画学者。東京大学大学院工学系研究科建築学専攻教授。博士（工学）。建築計画、住宅地計画、ハウジング、まちづくりが専門。特に集合住宅計画、住宅地計画、海外のスラムのまちづくりなどを主たるフィールドとしている。

## 来歴
福岡県八女市に生まれる。
1991年に東京大学工学部建築学科を卒業して同大学院に進学し、1996年に博士課程を単位取得退学した。
1997年、横浜国立大学工学部建築学科助手となり、博士号を取得した。1999年に東京理科大学工学部建築学科専任講師に転じた。
2008年に東京大学大学院工学系研究科建築学専攻准教授に就任、2014年に教授に昇格する。

## 受賞歴
- 2004年  助成研究選奨 （財団法人住宅総合研究財団（現一般財団法人住総研））　「伝統的家屋の現代的解釈にもとづく地域型居住の提案　−茨城県美野里町長屋門屋敷実態調査を通して−」
- 2007年 都市住宅学会賞著作賞　『集合住宅の時間』
- 2018年 不動産協会賞・都市住宅学会賞著作賞　『町を住みこなす』

## 著書

### 単著
- 『集合住宅の時間』王国社、2006年（写真：齋部功）
- 『住まいと町とコミュニティ』王国社、2017年
- 『町を住みこなす－超高齢社会の居場所づくり』岩波書店<岩波新書>、2017年

### 共著
- 『同潤会のアパートメントとその時代』鹿島出版会、1998年
- 『アジア建築研究』INAX出版、1999年
- 『同潤会基礎資料-近現代都市生活調査』柏書房
- 『奇跡の団地　阿佐ヶ谷の住宅』王国社、2010年
- 『近居: 少子高齢社会の住まい・地域再生にどう活かすか』学芸出版社<住総研住まい読本>、2014年
- 『サステナブル社会のまちづくり 海外の実務者との対話から見えて来るもの』マルモ出版、2015年
- 『住宅地のマネジメント』建築資料研究社、2018年
- 『「住む」ための事典』彰国社、2020年